# Bob Paisley

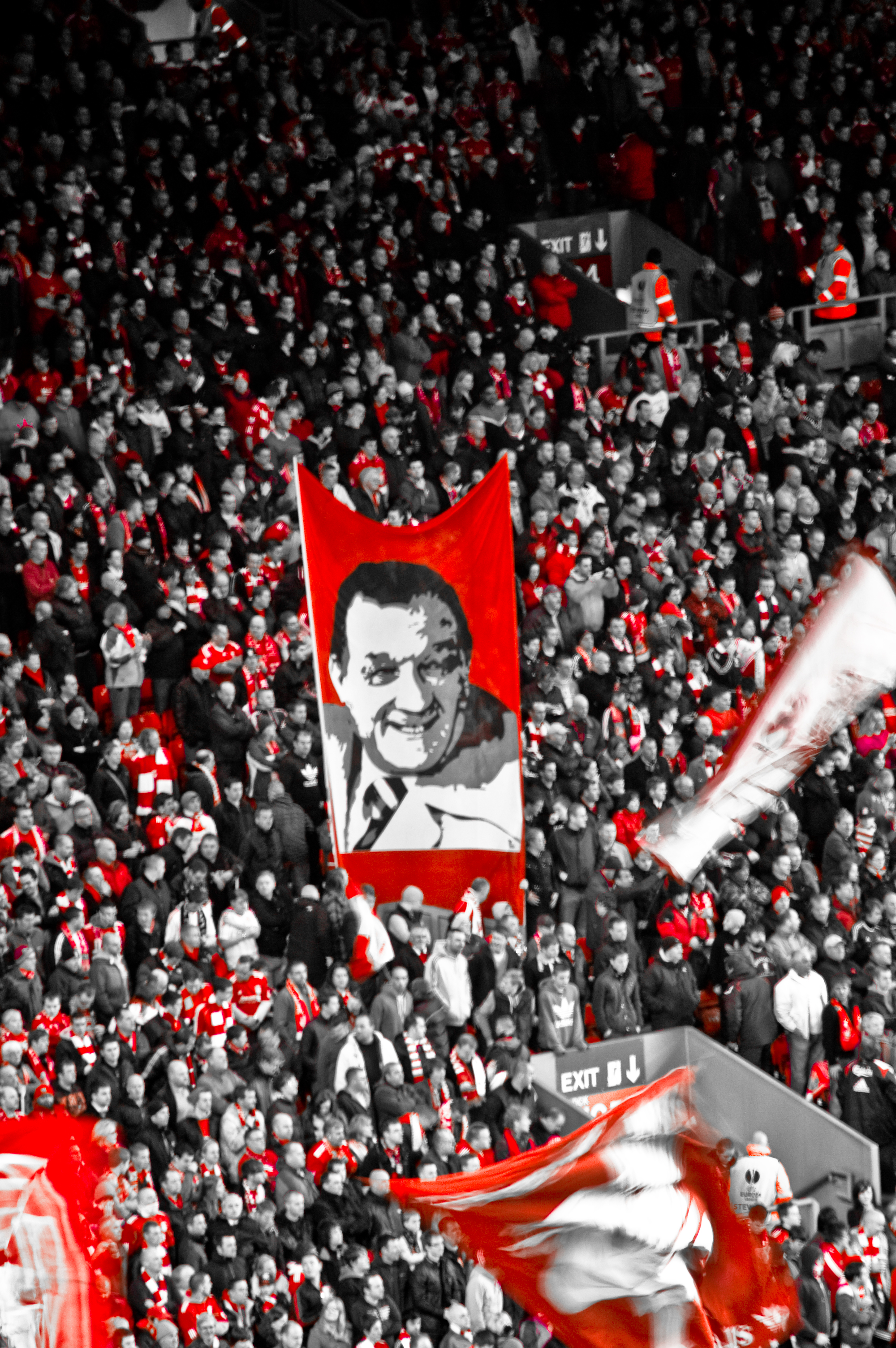

Robert "Bob" Paisley OBE (Sunderland, 23 de janeiro de 1919 — Liverpool, 14 de fevereiro de 1996) foi um zagueiro de futebol inglês que ficou mais conhecido por ser um dos mais bem sucedidos treinadores na história do futebol inglês enquanto treinou seu único time, o Liverpool, nos anos 70 e 80. Sua associação com o Liverpool duraria quase metade de um século, incluindo sua contribuição ao clube, primeiro como jogador, depois como fisioterapeuta e técnico, e finalmente como treinador. Nos nove anos que atuou como treinador (entre 1974 e 1983), ele levou o Liverpool a seis títulos da Liga, três Copa dos Campeões da Europa, uma Copa da UEFA, três Copas da Liga, seis Supercopa da Inglaterra e uma Supercopa da UEFA, totalizando incríveis 20 títulos.

## Títulos

### Como jogador
Liverpool
- Campeonato Inglês: 1946—47

### Como treinador
Liverpool
- Supercopa da Inglaterra: 1974, 1976, 1977, 1979, 1980 e 1982
- Campeonato Inglês: 1975—76, 1976—77, 1978—79, 1979—80, 1981—82 e 1982—83
- Liga Europa da UEFA: 1975—76
- Liga dos Campeões da UEFA: 1976—77, 1977—78 e 1980—81
- Supercopa da UEFA: 1977
- Copa da Liga Inglesa: 1980—81, 1981—82 e 1982—83

### Campanhas de destaque
Liverpool
- Campeonato Inglês: 1974—75 e 1977—78 (vice-campeão)
- Copa da Inglaterra: 1976—77 (vice-campeão)
- Copa da Liga Inglesa: 1977—78 (vice-campeão)
- Copa Intercontinental: 1981 (2° lugar)

### Prêmios individuais
- 4.º maior treinador de todos os tempos da ESPN: 2013[3]
- 8.º maior treinador de todos os tempos da World Soccer: 2013[4][5]
- 26.º maior treinador de todos os tempos da France Football: 2019[6][7][8]

## Estatísticas
| Clube     | Jogos | Vitórias | Empates | Derrotas |
| --------- | ----- | -------- | ------- | -------- |
| Liverpool | 535   | 308      | 131     | 96       |